# Elodes venustula
Elodes venustula es una especie de coleóptero de la familia Scirtidae.

## Distribución geográfica
Habita en Turquía.